# Dutzenthal
Dutzenthal (fränkisch: Dudsadohl) ist ein Gemeindeteil des Marktes Sugenheim  im Landkreis Neustadt an der Aisch-Bad Windsheim (Mittelfranken, Bayern). Dutzenthal liegt in der Gemarkung Deutenheim.

## Geografische Lage
Unmittelbar nördlich des Weilers fließt der Seegraben, der östlich davon drei Weiher speist und ein linker Zufluss des Nesselbachs ist. Im Norden grenzt das Waldgebiet Oberer Sandschlag an, das sich auf einer Erhebung befindet (im Nordosten Steinhörnlein genannt). Ein Wirtschaftsweg führt nach Rehhof zur Kreisstraße NEA 6 (1,2 km südlich).

## Geschichte
Der Ort wurde 1326 als „behausung Totzzentale“ erstmals urkundlich erwähnt. Der zugrundeliegende Flurname bezeichnet ein von Rohrkolben bewachsenes Tal. Der ursprüngliche Lehensherr war das Kloster Michelsberg. Das Schloss Dutzenthal war 1381 im Besitz des Ritters Seibreht Kropff. 1394 verkaufte er es an die Herren von Seckendorff. Zwischenzeitlich gehörte Dutzenthal den Brüdern Bernbeck. 1529 kaufte Hans von Seckendorff von diesen das Schloss mit zwei Höfen für 1750 Gulden. Das noch bestehende Schloss wurde in den 1690er Jahren von Neidhard von Seckendorff erbaut.
Auch gegen Ende des 18. Jahrhunderts bestand Dutzenthal nur aus dem Schloss. Das Hochgericht übte das Vogtamt Lenkersheim aus, was von der Herrschaft Sugenheim angefochten wurde. Das Anwesen hatte die Herrschaft Sugenheim als Grundherrn.
Im Jahre 1963 ersteigerte der Frankfurter Bankier Karl-Oskar Koenigs (1924–1997) das bei einem Brand 1952 stark beschädigte Schloss mit Gutshof und ließ das gesamte Anwesen renovieren. Seit 1997 ist Schloss Dutzenthal Stiftungssitz und aktueller Eigentümer der von ihm gegründeten Karl-Oskar-Koenigs-Stiftung Nationalparke, die sich mit der Entwicklung neuer Ideen zu Natur- und Umweltschutz beschäftigt.
Im Rahmen des Gemeindeedikts wurde Dutzenthal dem 1811 gebildeten Steuerdistrikt Sugenheim und 1813 der Ruralgemeinde Sugenheim zugeordnet. Mit dem Zweiten Gemeindeedikt (1818) wurde der Ort in die neu gebildete Ruralgemeinde Deutenheim umgemeindet. Am 1. Januar 1972 wurde Dutzenthal im Zuge der Gebietsreform in Bayern nach Sugenheim eingegliedert.

### Baudenkmal
- Haus Nr. 1: Wasserschloss[11]

### Einwohnerentwicklung
| Jahr      | 001818 | 001840 | 001861 | 001871 | 001885 | 001900 | 001925 | 001950 | 001961 | 001970 | 001987 |
| Einwohner | 20     | 11     | 13     | 16     | 11     | 10     | 8      | 23     | 36     | 32     | 12     |
| Häuser    | 3      | 2      |        |        | 2      | 2      | 2      | 2      | 3      |        | 6      |
| Quelle    | [ 13 ] | [ 14 ] | [ 15 ] | [ 16 ] | [ 17 ] | [ 18 ] | [ 19 ] | [ 20 ] | [ 21 ] | [ 22 ] | [ 1 ]  |

## Religion
Der Ort ist seit der Reformation evangelisch-lutherisch geprägt und bis heute nach St. Mauritius (Deutenheim) gepfarrt. Die Einwohner römisch-katholischer Konfession sind nach Mariä Himmelfahrt (Ullstadt) gepfarrt.